# Wolmar Anton Von Schlippenbach
Wolmar Anton von Schlippenbach (1658–1739) fou Governador General de l'Estònia Sueca, des de 1704 a 1706, i oficial de l'exèrcit suec.

## Biografia
Nascut a la Livònia Sueca, Schlippenbach participà com a capità de l'exèrcit suec en la Guerra d'Escània a les ordres de Carles XI. Posteriorment, serví com a major a la Pomerània sueca i Prússia. El 1688 fou ascendit a Tinent Coronel en el regiment del governador Soop a Riga; el 1693 fou transferit al Regiment de la Guardia Reial Sueca del príncep Carles a Estocolm.
Quan esclatà la Gran Guerra del Nord després de la coronació de Carles XII, Schlippenbach comandà un regiment de dragons a Livònia, del qual va esdevenir coronel. Quan Carles va aixecar el seu campament d'hivern a Dorpat (actualment Tartu) i es dirigí cap a Riga a principis de 1701, Schlippenbach es va quedar enrere per defensar la frontera de Livònia. Guanyà la batalla de Rauge el 5 de setembre de 1701 per la qual fou promogut a General Major, però va ser derrotat per una força superior russa a les ordres de Boris Sheremetev a Erastfer, el 30 de desembre, i a les batalles de Sagnitz i Hummelshof. El 1703 hagué de transferir bona part de les seves forces per reforçar Lewenhaupt a Curlàndia. Debilitat, no pogué impedir que Narva i Dorpat caiguessin en mans russes el 1704, el mateix any fou nomenat Governador General a Reval (actualment Tallinn).
Quan Lewenhaupt marxà sobre el Tsarat Rus el 1708, Schlippenbach el seguí com a coronel del seu regiment de dragons. A la batalla de Poltava liderà la cavalleria de l'ala dreta i fou capturat. Romangué lleial a la causa sueca durant sis anys, però començà a servir en l'exèrcit rus el 1715, morint a Moscou el 1739.